# L'Échelle du talent
L'Échelle du talent est une émission québécoise diffusée pour la première fois le 30 août 2010 sur V, une chaîne de télévision québécoise. Elle est animée par Yves Desgagnés, Mahée Paiement et Nelson Harvey, qui sont aussi les juges. À chaque épisode, quatre concurrents doivent faire une démonstration de leur talent et les quatre sont ensuite placés sur "L'échelle du talent" s'échelonnant sur : 0$, 250$, 500$ et 1000$. L'émission est inspiré de Britain's Got Talent qui a vu naître Susan Boyle.

## Déroulement
L'émission commence avec un des trois animateurs qui explique le concept de l'émission. Il va ensuite rejoindre les autres animateurs et pose une question à un ou aux deux autres animateurs. Un des animateurs présente les 4 concurrents de la journée et invite le premier participant à venir. Après que ce dernier a fait sa prestation, les juges disent, chacun leur tour, ce qu'ils ont pensé du petit spectacle. Et c'est de même pour le deuxième, troisième et quatrième participant. Après ce dernier, les juges se parlent ensemble pendant trente secondes pour placer les concurrents sur l'échelle du talent. Un des animateurs annonce alors les résultats et l'émission se termine.

## Note
À noter que l'émission s'appelait auparavant Zéro à mille et avec comme slogan l'échelle du talent, les deux noms ont ensuite été inversés.
Mario Lirette a déjà été animateur de l'émission au début.